# Frisia Settentrionale
La regione della Frisia Settentrionale (in tedesco: Nordfriesland, in basso-tedesco: Noordfreesland, in danese: Nordfrisland, in frisone settentrionale: Nordfraschlönj/Nordfriislon/Nuurdfriisklun) è situata nella parte nord-occidentale dello Stato tedesco dello Schleswig-Holstein e corrisponde al territorio di insediamento più settentrionale del popolo dei Frisoni.

## Geografia
L'area di insediamento è più piccola rispetto alla superficie dell'attuale circondario della Frisia Settentrionale che è stato costituito nel 1970 e che comprende anche una parte della regione dello Schleswig in cui erano originariamente insediati gli Juti.
La Frisia Settentrionale è delimitata dai fiumi Eider (a sud), Vidå (a nord) e comprende, tra le altre, le isole di Sylt, Föhr, Amrum, Nordstrand ed Helgoland.